# 永壽宮

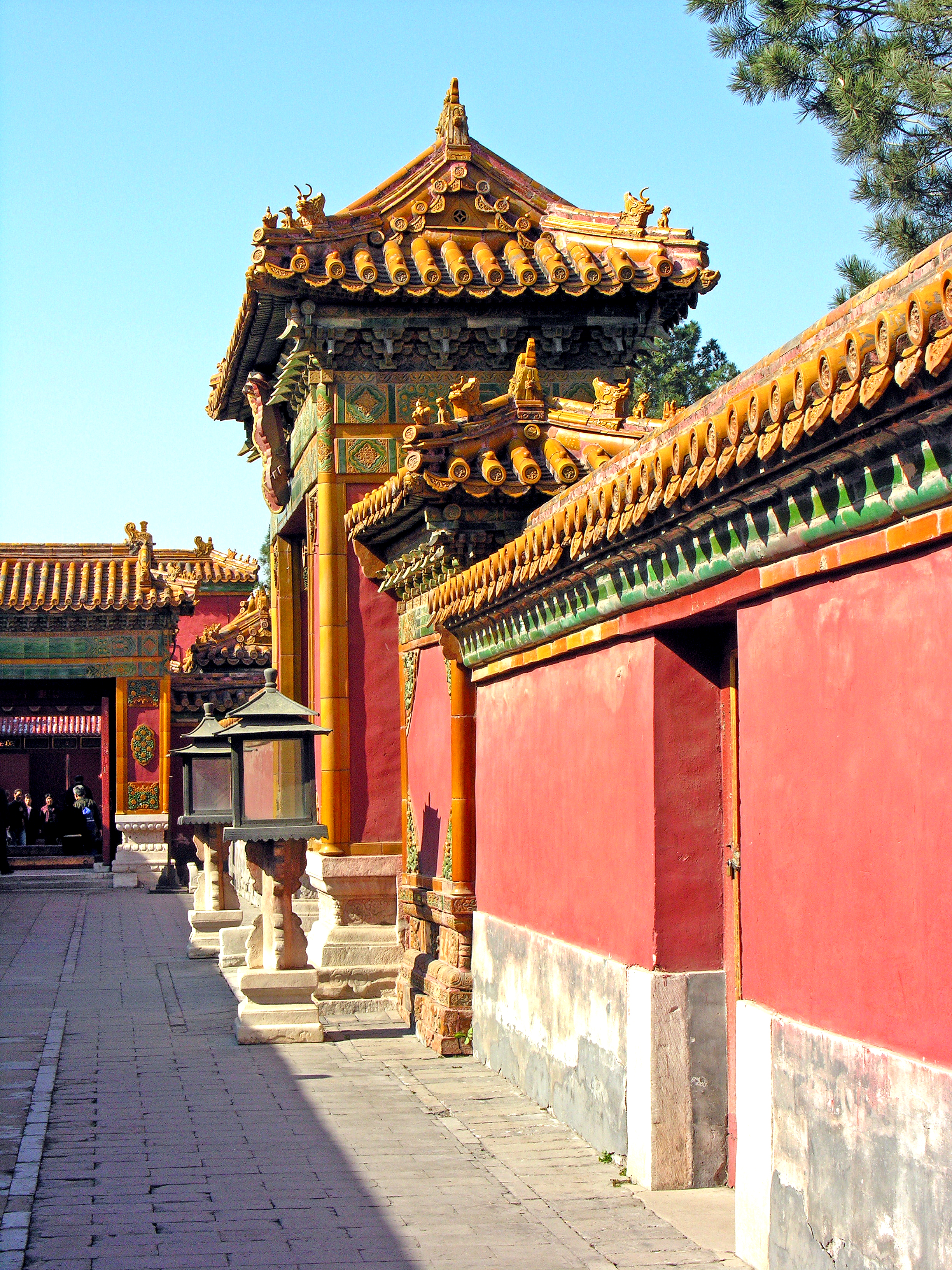
永壽門

永壽宮（穆麟德轉寫：yung šeo gung），為紫禁城內廷西六宮之一，位於西六宮區的東南角。

## 历史
永寿宫是紫禁城内廷西六宫之一。明朝永樂十八年（1420年）建成，初名“长乐宫”。明朝嘉靖十四年（1535年）更名为“毓德宫”，万历四十四年（1616年）又更名为“永寿宫”。清朝顺治十二年（1655年）、康熙三十六年（1697年）、光绪二十三年（1897年）先后重修或大修，但仍基本保持着明朝初始建时的格局。
永寿宫是明朝妃嫔、清朝后妃的居所。明朝万历十八年（1590年），万历帝在永寿宫召见大学士申时行等人；崇祯十一年（1638年），由于国内屡屡出现灾异，崇祯帝在永寿宫斋居。清朝顺治帝皇贵妃董鄂氏、恪妃，嘉庆帝如妃曾在永寿宫居住。雍正十三年（1735年），雍正帝驾崩，崇慶皇太后居永寿宫，乾隆帝则居乾清宫南廊苫次，并且诣永寿宫问安。
乾隆三十七年（1772年），和硕和恪公主下嫁、乾隆五十四年（1789年）固伦和孝公主下嫁和珅之子豐紳殷德，均在永寿宫设宴。道光中晚期，内患及外侮日盛，但清廷内部一味讳饰，将各位疆吏的密奏藏匿于永寿宫。光绪以后，永寿宫前殿、后殿均设为大库，用来收贮御用物件。
永寿宫正殿前檐挂有“令仪淑德”陡匾。乾隆六年（1741年），乾隆帝命依照永寿宫陡匾的式样，制作十一面匾额，并亲自题写，分别挂在东六宫、西六宫除永寿宫之外的其他十一宫的正殿。乾隆帝还下谕旨：“自挂之后，至千万年，不可擅动，即或妃嫔移住别宫，亦不可带往更换。”

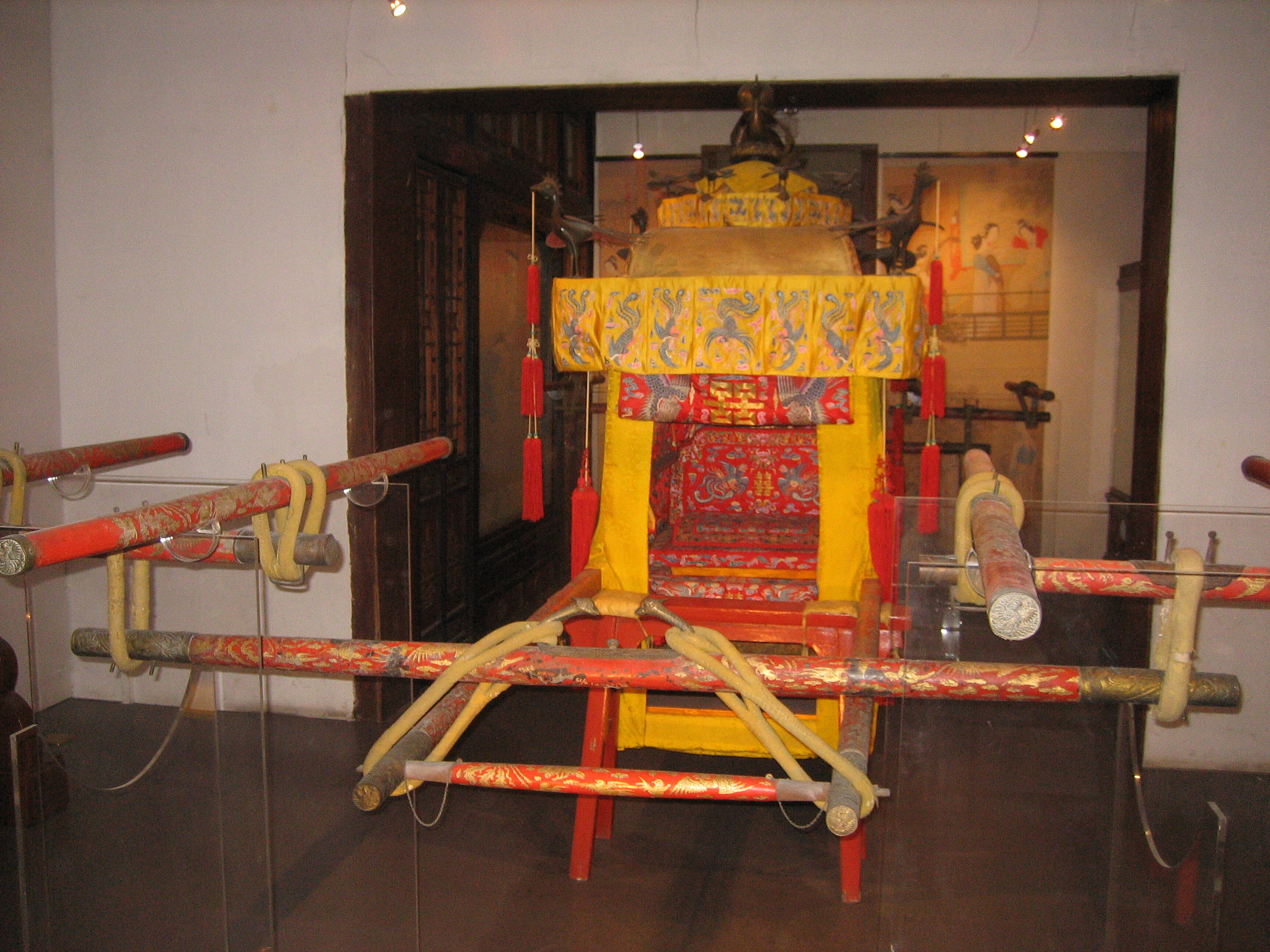
永寿宫“清代妃嫔生活展”展出的轿子

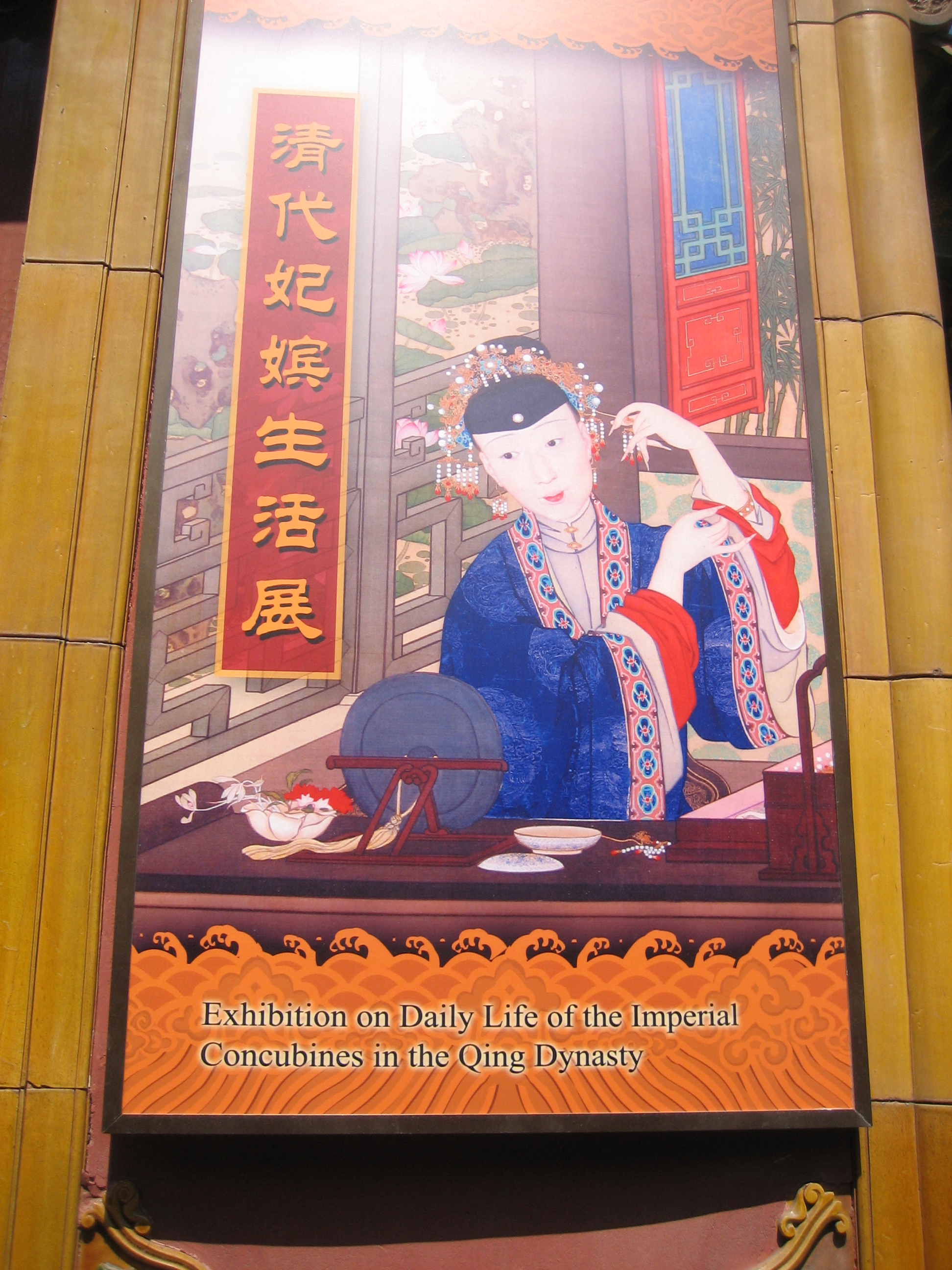
2008年永寿门旁的“清代妃嫔生活展”招贴牌

永寿宫后来被辟为故宫博物院文物陈列室。 2006年11月20日，“犀照群伦——故宫藏历代铜镜展”在永寿宫举行，共展出从战国时代到清朝末年的铜镜102件。该展览展出至2007年。2007年，由于展览调整，位于永寿宫的“犀照群伦——故宫藏历代铜镜展”和永和宫的“清代妃嫔生活展”暂闭：10月15日起永寿宫暂闭，10月19日起永和宫暂闭。随后，永寿宫改为举办“清代妃嫔生活展”，作为故宫博物院的常设展览之一。“清代妃嫔生活展”分为秀女遴选、册封制度、日常用度、养生保健、休闲生活、珠翠华服以及瑾妃生活原状展等部分，展出有关妃嫔生活的各种文物及图片资料。2011年起，永寿宫关闭。现永寿宫不定期举办各类临时展览。

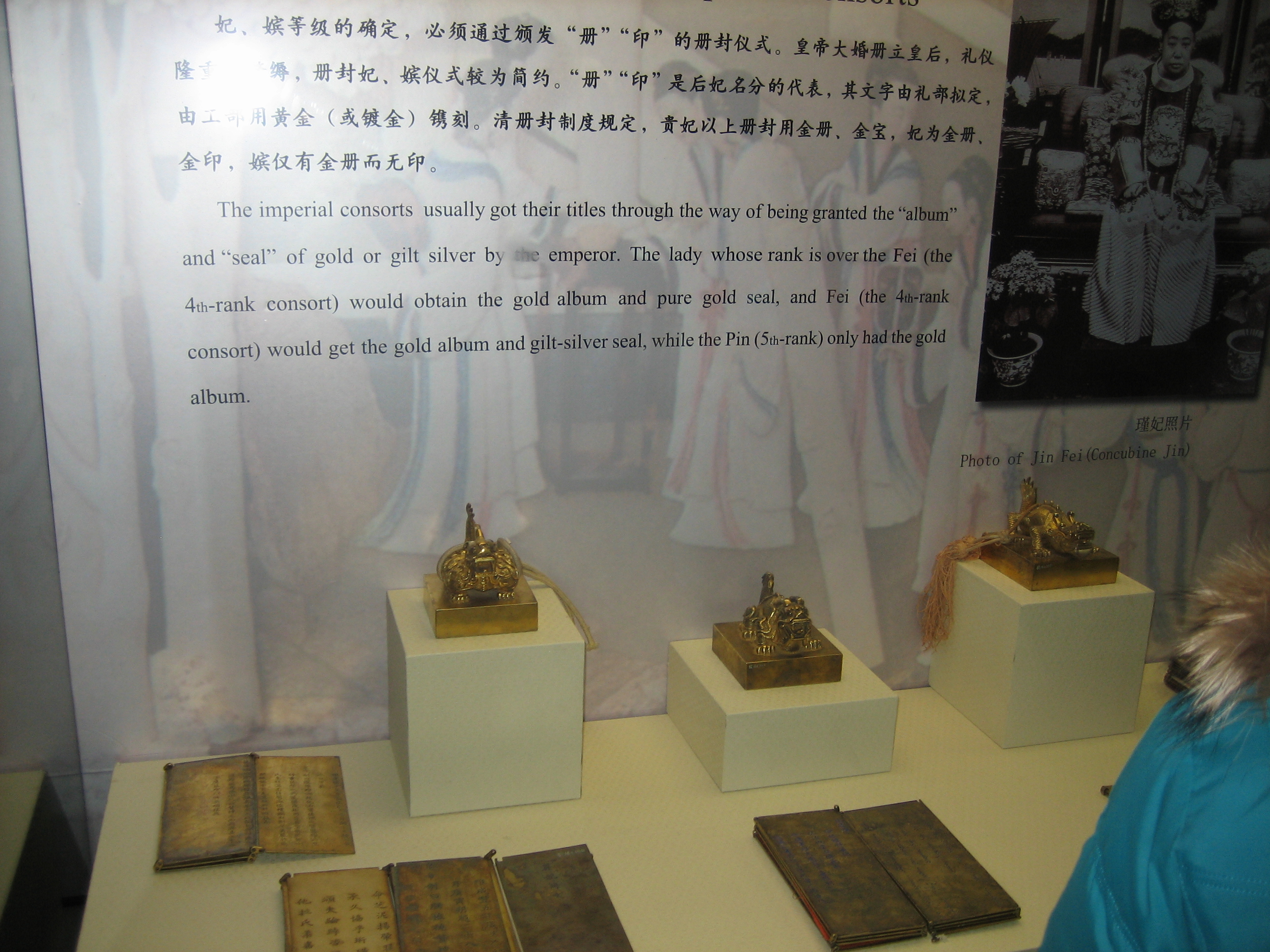
永寿宫“清代妃嫔生活展”第二部分“册封制度”
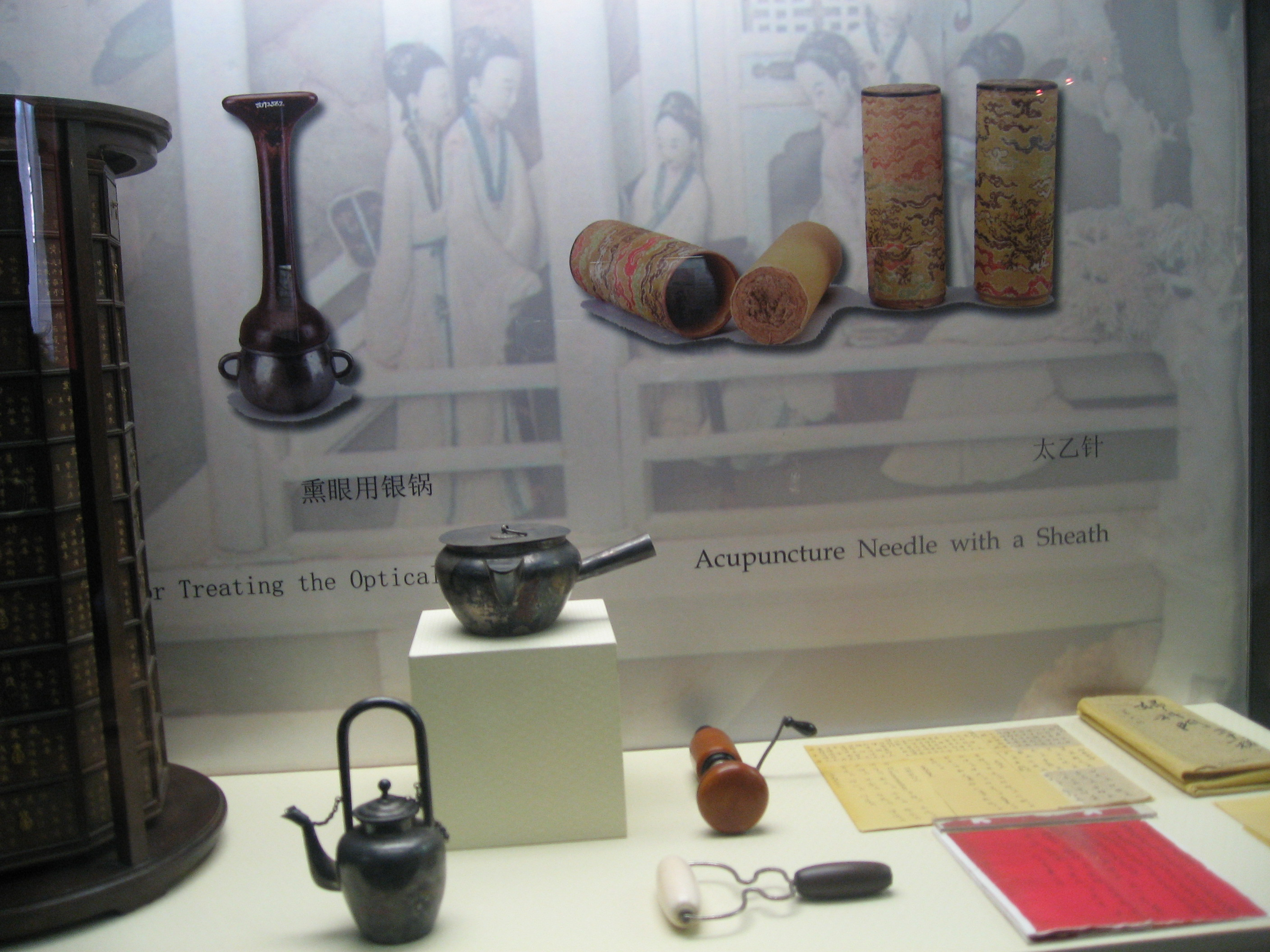
永寿宫“清代妃嫔生活展”第四部分“养生保健”
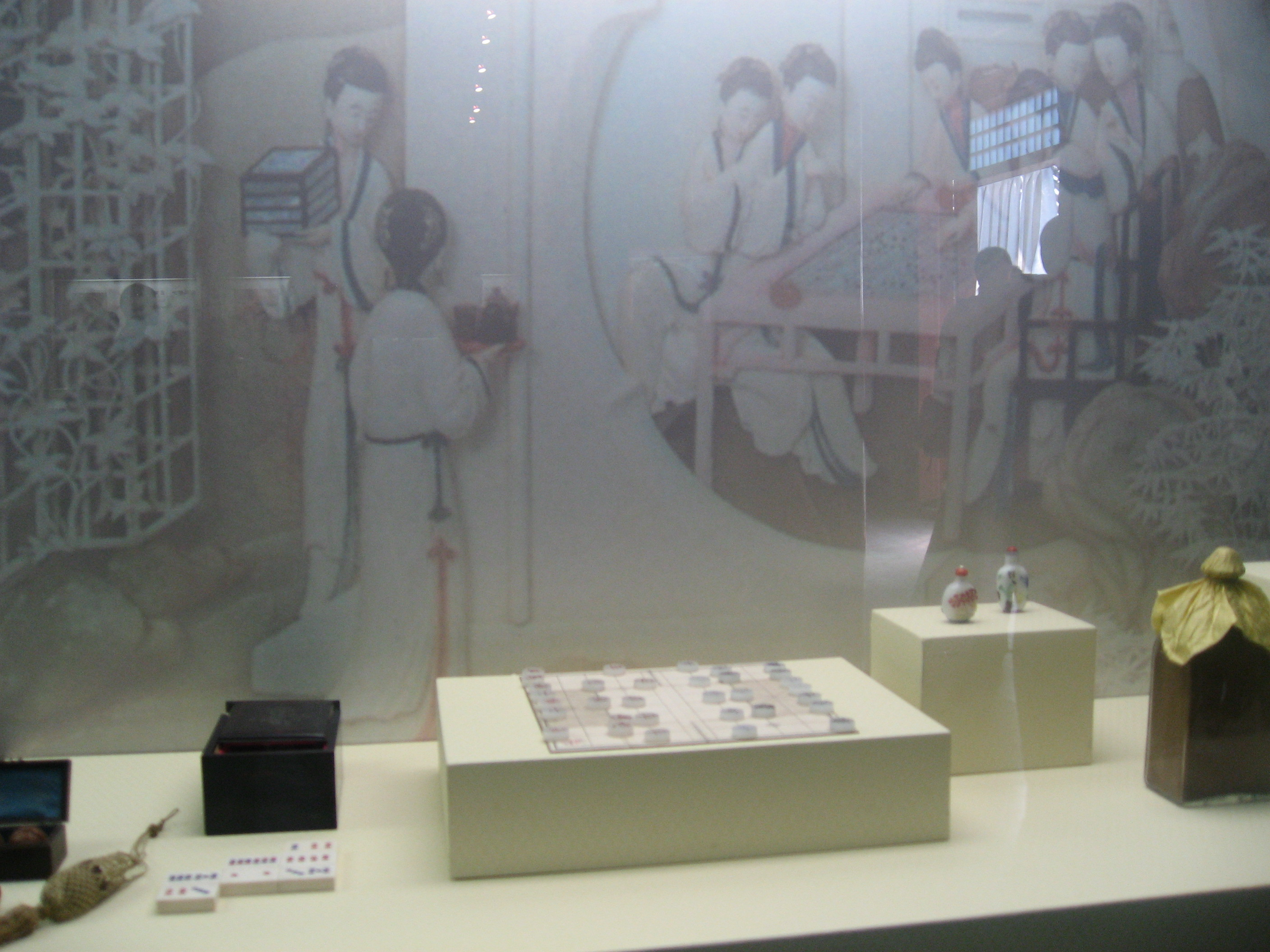
永寿宫“清代妃嫔生活展”第五部分“休闲生活”

## 建筑
永寿宫为二进院，主要建筑有：
- 永寿门：永寿宫的正门，坐北朝南。门内有一块石影壁。[1]
- 永寿宫：为前院正殿，面阔五间，黄琉璃瓦歇山顶。外檐装修，明间前后檐安装有双交四椀菱花槅扇门，次间、梢间是槛墙，上面安有双交四椀菱花槅扇窗。殿内正上方朝南悬挂乾隆帝御笔“令德淑仪”匾。过去每逢年节时，东壁悬挂乾隆帝《圣制班姬辞辇赞》，西壁悬挂乾隆年间的《班姬辞辇图》。乾隆六年（1741年），乾隆帝下令，内廷东、西十一宫的匾额“俱照永寿宫式样制造”，自挂起之后，不许擅动或者更换。[1]
  - 东配殿、西配殿：正殿前有东、西配殿各三间。[1]
- 后殿：后院正殿五间，东西有耳房。[1]
  - 东配殿、西配殿：后殿前有东、西配殿各三间。[1]
  - 井亭：后殿前的院落东南角有井亭一座。[1]

## 居住者
- 明成化朝纪宫人[6]：纪宫人本為蠻族土官之女，成化年間，明憲宗征討蠻族，紀氏與其他女子一同被俘虜後入宮，紀氏成為負責管理內藏的女史。明憲宗偶然到內藏，與紀女史談話，喜愛紀氏的才華因而臨幸之。成化六年（1470年）七月，紀氏在西內安樂堂生下皇三子朱祐樘，即日后的明孝宗。当時萬貴妃專寵，又善妒，對后宮有孕的女子都加以迫害。紀氏遂和宦官秘密抚养朱祐樘，明憲宗和萬貴妃都不知情。成化十一年（1475年），明憲宗得知情况后，随即将儿子接来，并且命紀氏移居永壽宮，數度召見。同年六月，紀妃暴薨。
- 明崇祯帝：崇祯十一年（1638年），由于国内屡屡出现灾异，崇祯帝在永寿宫斋居。[1]
- 清顺治朝恪妃石氏[1]
- 清康熙朝温僖贵妃钮祜禄氏。康熙帝第二任皇后之妹，康熙十九年十月入宫后被指定居于永寿宫。
- 清乾隆朝崇慶皇太后：雍正十三年（1735年），雍正帝驾崩，乾隆帝生母（被尊為崇慶皇太后）居永寿宫；乾隆帝则居乾清宫南廊苫次，并且诣永寿宫问安。[1]
- 清乾隆朝慧贤皇贵妃，乾隆登基之初令人赐匾额给太后、皇后、贵妃，从内容来看，皇后赐匾挂在了储秀宫，贵妃赐匾则挂在了永寿宫，且此时两宫都有装修、安床、安柜的记录，早于其他各宫。
- 清乾隆朝舒妃：乾隆四十一年的檔案顯示，排列第一的永壽宮他坦二處，僱工廚役七名。即永壽宮有一位妃、一位嬪居住，因為妃位有僱工廚役四名，嬪位僱工廚役三名，常在沒有僱工廚役。 《添減底檔》亦顯示，舒妃為眾妃之首，因此舒妃居排列第一的永壽宮。
- 清乾隆朝順貴人、芳妃：乾隆四十四年二月初一日，乾隆帝讓太監常寧傳旨：「養心殿順妃住處給惇嬪，惇嬪住處給順妃。明常在住順妃次間。圓明園容妃住處給惇嬪住，惇嬪住處給容妃。順妃帶明常在住永壽宮」。至乾隆五十九年十一月二十日，芳嬪陳氏遷居永和宮。
- 清乾隆朝颖贵妃：乾隆退位之后与其他太上皇嫔妃由东六宫迁居西六宫的永寿宫。
- 清嘉庆朝如妃钮祜禄氏[1]